# Lijst van werken van Aristoteles
De overgeleverde werken van Aristoteles worden traditioneel opgedeeld in overeenstemming met de vijf categorieën in het Corpus Aristotelicum. Er zijn werken van Aristoteles, 384 v.Chr.–322 v.Chr., waarvan eerst werd aangenomen dat ze door hem waren geschreven, maar waarvan men later op dat idee is teruggekomen. Een aantal daarvan is door geleerden van de Peripatetische School geschreven, de school die door Aristoteles was gesticht, en is onder zijn toezicht geschreven. Andere werken, zoals Over de kleuren zouden tevens het werk kunnen zijn van Aristoteles' opvolgers aan het Lykeion. Weer andere werken verwierven in de loop van de geschiedenis omwille van hun gelijkenissen op vlak van inhoud de naam van Aristoteles, zoals het werk Over de planten, dat mogelijk door Nicolaus van Damascus werd geschreven.
Het werk van Aristoteles is in het Oudgrieks geschreven, maar is daarna in het Latijn vertaald.

## Verklaring
- De eerste naam genoemd is de Nederlandse naam. Wanneer er geen eigen Nederlandse naam is, is het de naam in het Latijn. Alleen Athenaion Politeia is in het Grieks.
- Werken waarvan de authenticiteit sterk wordt betwijfeld, worden in onderstaande lijst met een asterisk * aangeduid.
- PS bij de geschriften, waarvan niet meer wordt erkend, dat Aristoteles ze zelf heeft geschreven, betekent dat ze waarschijnlijk nog wel door iemand van de Peripatetische School zijn geschreven.

## Logica

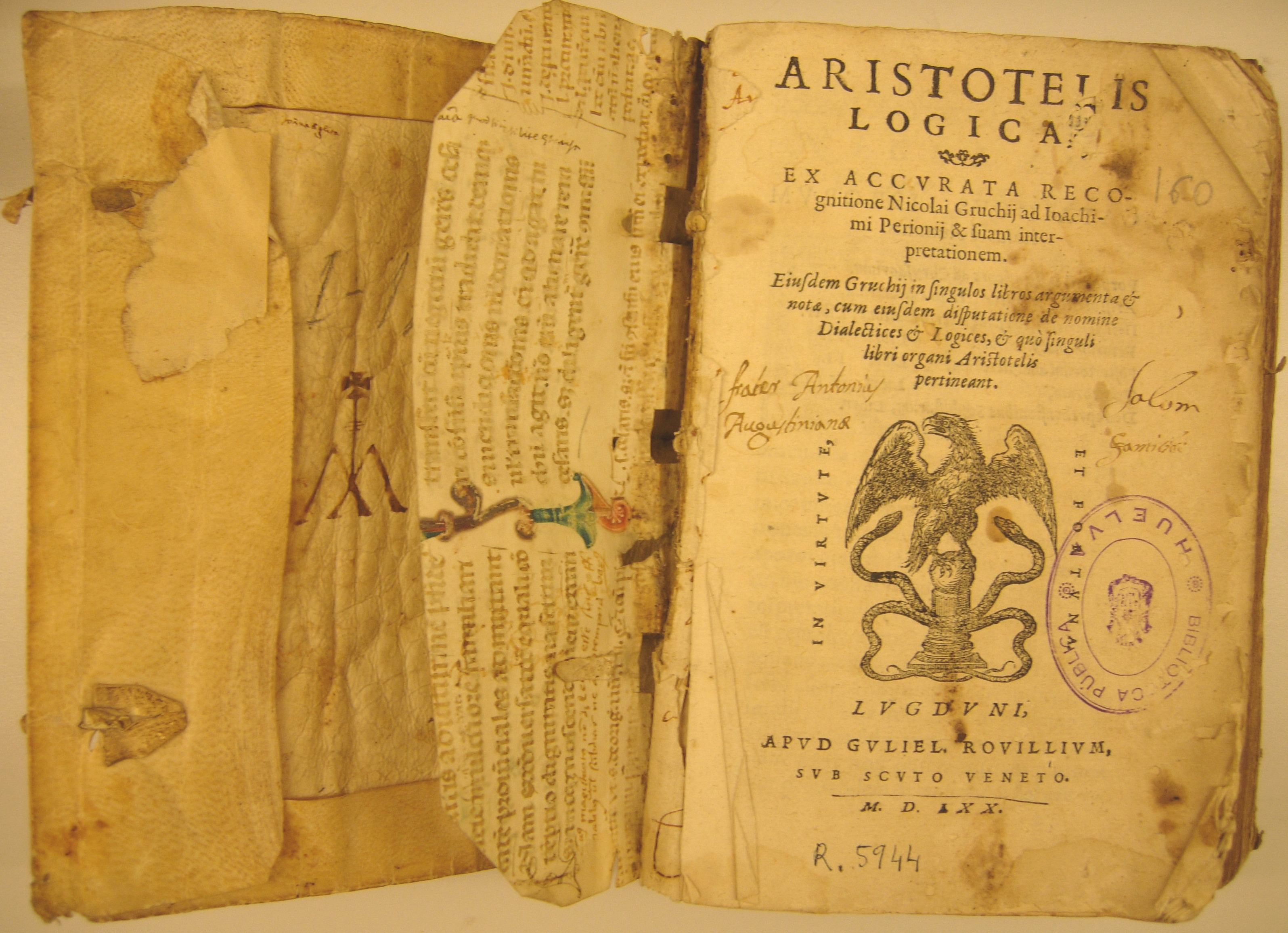
Uitgave van Aristoteles' Logica uit 1570

- Categorieën, Oudgrieks: Κατηγορίαι, Katēgoria, Latijn: Categoriae
- Over de interpretatie (grc)  Περὶ Ἑρμηνείας, Peri Hermeneias (la)  De Interpretatione
- Analytica priora (grc)  Ἀναλυτικὰ Πρότερα
- Analytica posteriora (grc)  Ἀναλυτικὰ Ὕστερα
- Topica (grc)  Τοπικά
- Sofistische weerleggingen (grc)  Σοφιστικοὶ Ἔλεγχοι (la)  De Sophisticis Elenchis

De naam Organon voor deze gebundelde werken van Aristoteles werd pas in de derde eeuw door Diogenes Laërtius gebruikt.

## Natuurkunde en wetenschappen

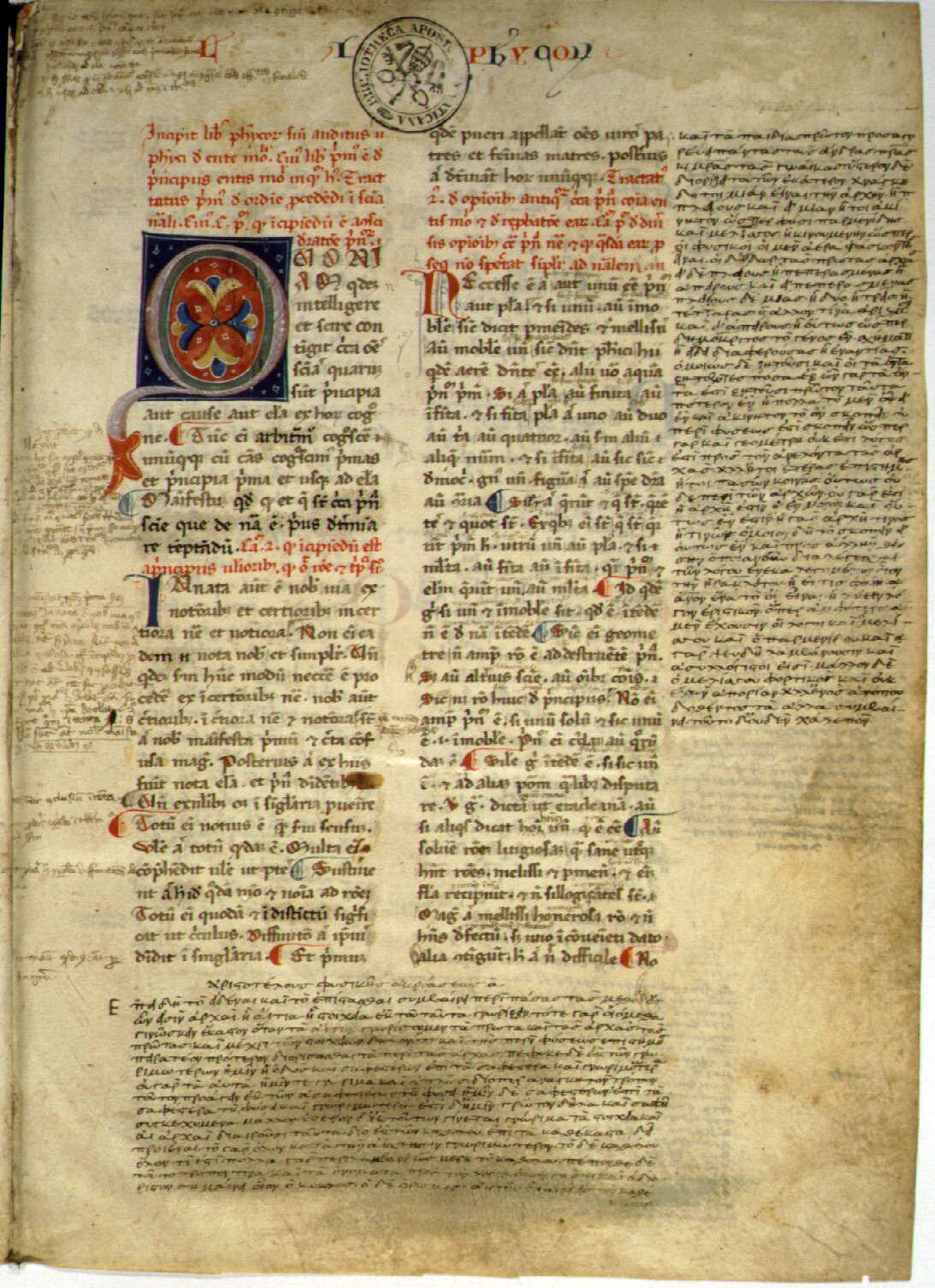
Middeleeuwse uitgave van de Fysica in het Latijn

- Fysica (grc)  Φυσικὴ ἀκρόασις Phusike akroasis (la)  Physica of Naturales Auscultationes
- De caelo, Over de hemel (grc)  Περὶ οὐρανοῦ of (la)  De Caelo et Mundo
- De generatione et corruptione, Over wording en afbraak (grc)  Περὶ γενέσεως καὶ φθορᾶς
- Meteorologica (grc)  Μετεωρολογικά of (la)  Meteora
- De Anima, Over de ziel (grc)  Περὶ Ψυχῆς Peri Psychēs
- Parva naturalia, Kleine traktaten over de natuur
  - De sensu et sensibilibus, Over gevoel en de zintuiglijkheid (grc)  Περὶ αἰσθήσεως καὶ αἰσθητῶν
  - De memoria et reminiscentia, Over het geheugen en herinneringen (grc)  Περὶ μνήμης καὶ ἀναμνήσεως
  - De somno et vigilia, Over slapen en slapeloosheid (grc)  Περὶ ὕπνου καὶ ἐγρηγόρσεως
  - De insomniis, Over Dromen (grc)  Περὶ ἐνυπνίων *
  - De divinatione per somnum, Over visioenen bij dromen (grc)  Περὶ τῆς καθ᾽ ὕπνον μαντικῆς
  - De longitudine et brevitate Vitae, Over het lange en het korte leven (grc)  Περὶ μακροβιότητος καὶ βραχυβιότητος
  - De Juventute et Senectute, De Vita et Morte, Over jeugd en ouderdom, over leven en dood (grc)  Περὶ νεότητος καὶ γήρως, καὶ ζωῆς καὶ θανάτου, καὶ ἀναπνοῆς
- Historia Animālium, Over de geschiedenis, of de beschrijving, van de dieren (grc)  Τῶν περὶ τὰ ζῷα ἱστοριῶν Ton peri ta zoia historion
- De Partibus Animalium, Over de (lichaams)delen van dieren (grc)  Περὶ ζῴων μορίων
- De Motu Animalium, Over de (voort)beweging van dieren (grc)  Περὶ ζῴων κινήσεως
- De incessu animalium, Over de gang van dieren (grc)  Περὶ πορείας ζῴων
- De Generatione Animalium, Over het ontstaan van dieren (grc)  Περὶ ζῴων γενέσεως
- Problemata, Problemen (grc)  Προβλήματα *

## Metafysica
- Metafysica (grc)  τὰ μετὰ τὰ φυσικά (la)   Metaphysica

## Bestuur
- Ethica Nicomachea (grc)  ἠθικὰ Νικομάχεια ēthiká Nikomácheia, oorspronkelijk ἠθικὡν Νικομάχειων
- Magna Moralia, De grote ethiek *
- Ethica Eudemia, De Eudemische ethiek (grc)  Ἠθικὰ Εὐδήμεια[1]
- Politika, Over de politiek  (grc)  Πολιτικά Politiká
- Oeconomica, Over de huishoudkunde, of de economie (grc)  Οἰκονομικά
- Athenaion Politeia, De staatsinrichting van de Atheners (grc)  Ἀθηναίων πολιτεία (la)  Atheniensium Respublica

Dit laatste geschrift werd pas in de 19e eeuw herontdekt en is daarom niet in het Corpus Aristotelicum opgenomen.

## Retoriek en de poëzie
De genoemde geschriften worden ook onder de esthetica gerekend.
- Retorica, Over de retoriek (grc)  Ῥητορική Rhētorikḗ (la)  Ars Rhetorica
- Poetica, Over de poëzie (grc)  Περι ποιητικής (la)  De Poetica

## Niet door Aristoteles zelf geschreven
Verschillende geschriften die eerst aan Aristoteles werden toegeschreven, worden nu als werk van anderen beschouwd en horen daarom niet meer in het Corpus Aristotelicum. Vele zijn wel door leden van de Peripatetische School PS geschreven.

### Natuurkunde
- De mundo, Over het heelal (grc)  Περὶ Κόσμου, mogelijk geschreven door  Posidonius
- De spiritu, Over de ademhaling (grc)  Περὶ πνεύματος, hoewel volgens A. P. Bos en Rein Ferwerda weer wel
- De coloribus, Over kleuren (grc)  Περὶ χρωμάτων, mogelijk door Theophrastus of door Strato van Lampsacus
- De audibilibus, Over dingen, die zijn gehoord (grc)  Περὶ ακουστῶν, waarschijnlijk door Strato van Lampsacus
- Physiognomonica, Over de fysionomie (grc)  Φυσιογνωμονικά, voortgekomen uit een oudere traditie
- De plantis, Over planten (grc)  Περὶ φυτῶν, waarschijnlijk door Nicolaus van Damascus
- De mirabilibus auscultationibus, Over fantastische dingen die werden verteld (grc)  Περὶ θαυμασίων ἀκουσμάτων
- Mechanica, Over de mechanica (grc)  Μηχανικά, PS
- De Lineis Insecabilibus, Over lijnen, die niet zijn te delen (grc)  Περὶ ἀτόμων γραμμῶν, PS
- Ventorum Situs, Omstandigheden en namen van de winden (grc)  Περὶ θέσεως ἀνέμων,[2] PS
- De Melisso, Xenophane, Gorgia, Over Melissus, Xenophanes en Gorgias (grc)  Περὶ Μελίσσου, Ξενοφάνους καὶ Γοργίου PS

### Bestuur
- De Virtutibus et Vitiis Libellus, Libellus de Virtutibus, Over deugden en ondeugden (grc)  Περὶ Ἀρετῶν καὶ Κακιῶν PS

### Retoriek en poëzie
- Rhetorica ad Alexandrum, Verhandeling over de retoriek gericht aan Alexander (grc)  Τέχνη ῥητορική, waarschijnlijk door Anaximenes van Lampsacus